# 高仲舒
高仲舒（?—?），字龢卿，唐朝京兆万年县人，隋朝尚书左仆射高颎曾孙，高表仁之孙，高叡之子。
高仲舒博通经史，明《三礼》及诂训之书。擢明经，神龙年间，为相王府文学，相王李旦非常器重他。开元初年，官至中书舍人，侍中宋璟、中书侍郎苏颋经常询访他以前的成例。中书舍人崔琳，深达政理，也被宋璟等人礼重。宋璟说：“古事问高仲舒，时事问崔琳，还有什么疑惑？”官至太子右庶子。